# Stolidodere
Stolidodere is een kevergeslacht uit de familie van de boktorren (Cerambycidae). De wetenschappelijke naam van het geslacht werd voor het eerst geldig gepubliceerd in 1914 door Aurivillius.

## Soorten
Stolidodere omvat de volgende soorten:
- Stolidodere aurivillii Hintz, 1919
- Stolidodere dequaei Basilewsky, 1950
- Stolidodere gahani Aurivillius, 1914